# Marthe Diawara
Pour les articles homonymes, voir Diawara.
Marthe Diawara Berthé est une femme politique malienne, membre de l'Union pour la république et la démocratie (URD). Elle est professeur de lettres au lycée Mansa Makan Diabaté de Bamako. 
Elle devient députée à l'Assemblée nationale après avoir élue lors des élections législatives maliennes de 2020 au cercle de Kayes. L'Assemblée nationale est dissoute le 19 août 2020 après un coup d'État.